# 陕南
陕南狭义上指今陕西省南部，包括汉中市、安康市、商洛市三个地级市，属于秦巴山地。境内大部分在秦岭以南，长期以来属于蜀地管辖。历史上直到元朝，其行政区划方面才开始与关中和陕北等地一起构成陕西省。由于秦岭这一天然屏障，当地气候、物产以及方言与关中，尤其是陕北存在较大区别，因此其风俗习惯、文化传统也与中北部有着较大区别。实际上因为同样的原因，陕南与四川，乃至湖北的一些地域更为类似。1940年代末，中共政权设立陕南行政区时，所辖两郧分区现即属湖北省西北部。而陕南的镇坪县做为今陕西省最南端的县，直到1950年1月上旬才被解放军攻占，成为陕西省最后一个被“解放”的县。

## 自然地理状况

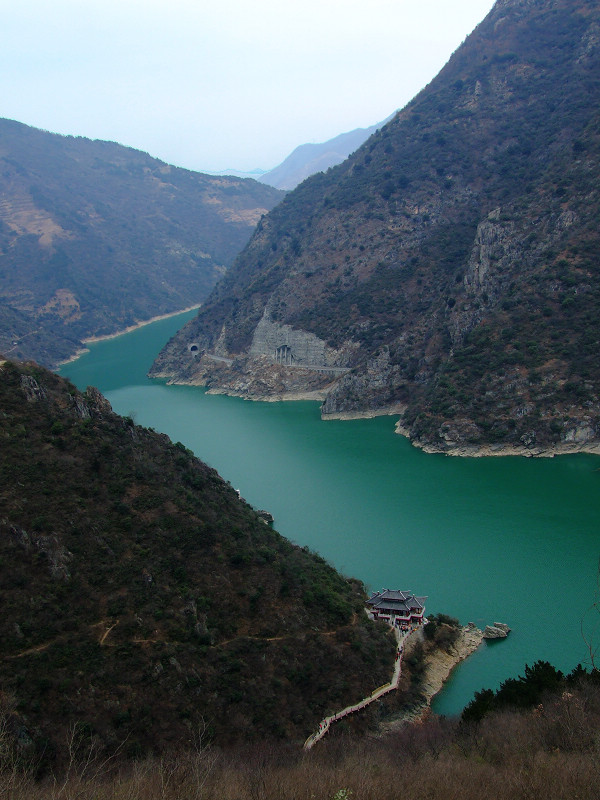
秦岭南麓的褒河峡谷

该区域由秦岭和期间汉水流域的河流构成高山峡谷以及冲积平原的多样地形地貌。北部秦岭和南部略矮的巴山构成两道屏障，汉江流经期间。气候湿润，和陕西另外两大地形区——关中平原和陕北高原形成巨大反差。2007年在中国大陆热炒一时的华南虎照片事件便发生在该区域。

### 自然保护区
- 汉中朱鹮国家级自然保护区(洋县境内)
- 佛坪国家级自然保护区

## 文化
陕南属于官话使用区域，介于四川西南官话和关中中原官话的过渡区。陕南大部分方言分布为中原官话秦陇片和关中片。明清以来大批的湖北移民在某些区域，尤其是山区带来了西南官话

## 城市
- 汉中
- 安康
- 商洛

## 交通

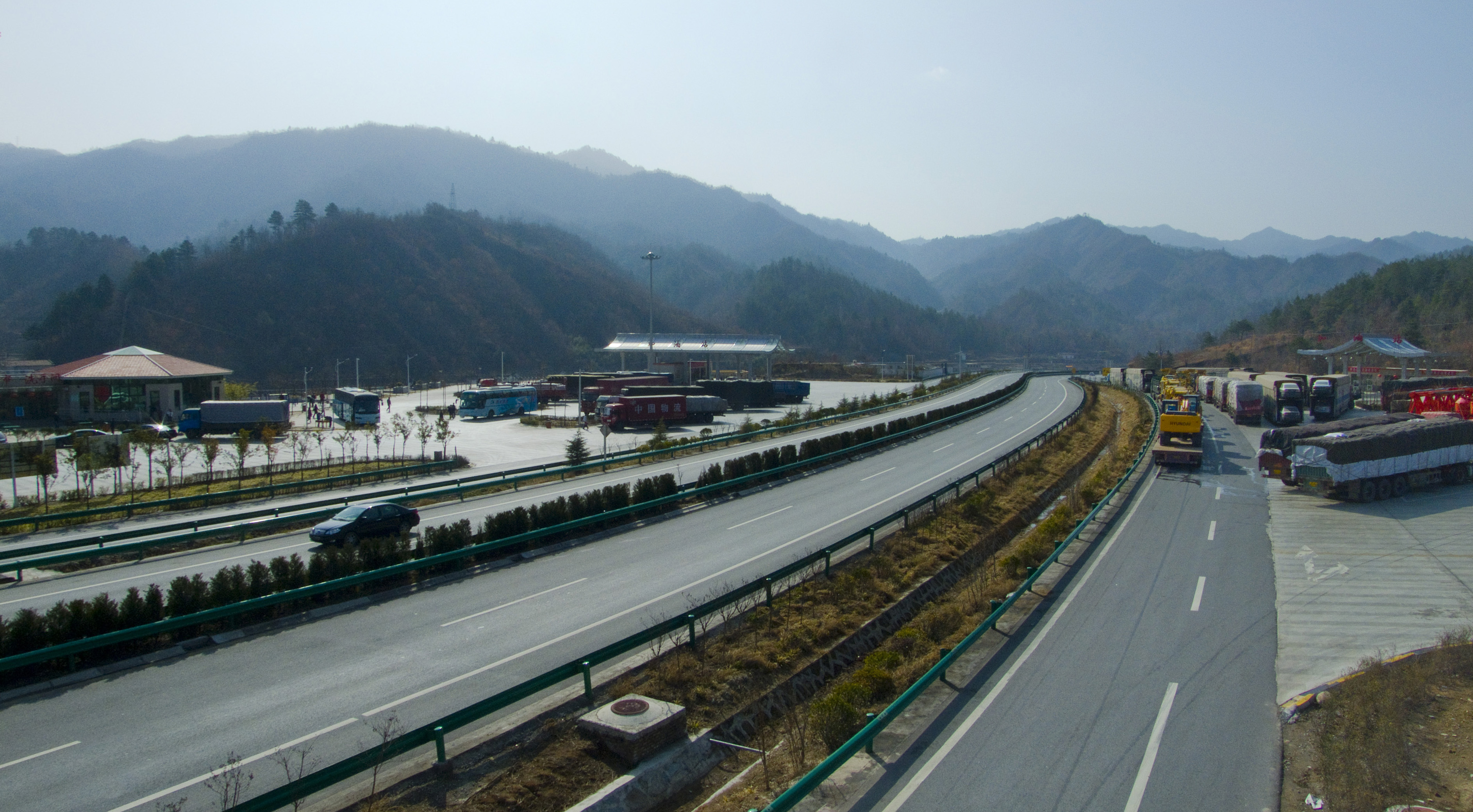
宁陕服务区俯拍西汉高速公路

- 国道：

1. 108国道
2. 210国道
3. 312国道
4. 316国道

- 高速公路：

1. 西汉高速公路
2. 西康高速公路

## 为南水北调付出的经济代价
由于陕南是南水北调工程的主要蓄水地，当地经济发展受到很大影响